# Hiroshi Hirata
Hiroshi Hirata (平田弘史?, Hirata Hiroshi; Tokyo, 9 febbraio 1937 – 11 dicembre 2021) è stato un fumettista giapponese.

## Biografia
Hiroshi Hirata è nato a Tokyo in data 9 febbraio 1937. Durante la seconda guerra mondiale, nel marzo 1945, per sfuggire ai continui bombardamenti aerei la famiglia Hirata si trasferisce a Nara, dove il padre apre un negozio di pompe ad acqua. Di ritorno dalla scuola, il giovane Hirata aiuta spesso il padre e proprio in questo luogo scopre la passione per la meccanica e gli oggetti manufatti, una passione che lo accompagnerà per tutta la sua vita: con parti di scarto crea sistemi radiofonici, proiettori 16 o 35 mm e motori da applicare a biciclette. In questi anni, l’interesse di Hirata verso i fumetti è limitato. Ai manga, infatti, preferisce le riviste con illustrazioni tratte da romanzi storici, soprattutto quelli Kiyofumi Kimata. Nel 1953, a causa di un litigio con un professore decide di abbandonare gli studi liceali. L'anno successivo, il 1954, è segnato da un evento tragico: la morte del padre. Hirata, il più anziano tra sei fratelli, è costretto a subentrare nel ruolo di capo della ditta di famiglia.
Nel 1958, grazie all'aiuto del mangaka Masahiro Miyaji, suo compagno della scuola media, Hirata debutta nel mercato fumettistico con Aizô-hissatsuken (愛憎必殺剣), pubblicato sulla rivista Mazô destinata al mercato editoriale basato sul prestito. Nel corso del 1958 pubblicherà altre sei storie mentre negli anni successivi diventerà un assiduo frequentatore di biblioteche e librerie per compiere una scrupolosa ricerca documentaristica sulla storia giapponese, creando così le basi per i futuri racconti storici, Jidaimono (時代物), che comporrà e che lo renderanno una delle figure più importanti del panorama fumettistico giapponese.
Nel 1965, Hirata si trasferisce a Tokyo e nel maggio 1966 sposa Yoshiko Kaoku. Tra il 1966 e il 1968 numerose sue opere vengono ristampate in volume; tuttavia, a causa di una carenza contrattuale inerente al diritto d’autore, Hirata non ha alcun ritorno economico a fronte delle vendite. In questi anni, si dedica all'adattamento di romanzi storici di Renzaburô Shibata e Norio Nanjô e propone tre nuove opere: Zatoichi (座頭市), Nisha-den e Chishio-Gawa (血潮川). Nel 1968 è la volta di Bushidō Muzanden (武士道 無残 でん), nel 1969 Kyudô Shikon (弓道士魂) e 1973 presenta Kubidai Hikiukenin (首代引受人). Negli anni 1974-1975 Hirata vive un periodo di profonda crisi, tra difficoltà economiche e dubbi su come proseguire la propria carriera artistica.
Nel 1977 inizia l'opera che proseguirà sino al 1982 e che infine lo consacrerà come autore dal prestigio internazionale: Satsuma Gishiden (薩摩義士伝). Negli Stati Uniti, infatti, al Comic-Con International di San Diego verrà dedicata una mostra sulla sua opera nel 1978. Al termine della pubblicazione di Satsuma Gishiden, tuttavia, Hirata perde la voglia di disegnare e sceglie di lavorare come elettricista per un anno. Nonostante questa decisione, trascorso un solo anno, Hirata torna al lavoro su una nuova serie: Kuroda Sanjûroku Kei (黒田三十六計), datata 1983.
Nel 1990 pubblica Otôsan Monogatari (お父さん物語) e tra il 1991 e il 1997 Ishoku Retsuden  Mumei no Hitobito (異色列伝 無名の人々), Ishoku Retsuden  Kairiki no Haha (異色列伝 怪力の母) e Shin Kubidai Hikiukenin (新首代引受人). Nel primo decennio del 2000, Hirata continua il lavoro su serie inedite e su nuove ristampe. Nel 2007, assieme alla moglie, compie il suo primo viaggio in Francia: il festival "On a marché sur la bulle" d'Amiens gli rende infatti omaggio in occasione dell’anniversario della pubblicazione in lingua francese di L'Âme du Kyudo. Nel 2013, in Giappone ottiene il Minister of Education, Culture, Sports, Science and Technology, un prestigioso premio conferito dalla Japan Cartoonists Association come riconoscimento al valore del corpus di opere di un autore.
Hirata è unanimemente riconosciuto come uno dei più importanti autori del fumetto mondiale, nello specifico del genere Gekiga. Il suo nome è spesso accostato a quello di due altri maestri del genere: Kazuo Koike e Gōseki Kojima. A livello di precisione storica dei testi, la volontà documentaristica che muoveva Koike, in Hirata tocca un livello persino superiore. Le sue storie ambientate nel passato giapponese sono scrupolosamente accompagnate da un numero elevato di dati inerenti allo svolgersi degli eventi storici, spesso introdotti da mappe dei territori e da schemi di battaglie. Lo stile grafico di Hirata ha numerosi punti di unione con quello di Kojima: in primo luogo, il realismo esasperato che ne caratterizza le visione di base, specie nel tratteggiare la regola del Bushidō e i numerosi episodi di violenza e morte, come il rituale del Seppuku. Tuttavia, come giustamente ha evidenziato Jason Thompson, il tratto di Hirata riflette in maniera maggiore lo stilema occidentale della bande dessinée: le sue solenni tavole, spesso a pagina intera o doppia, sono caratterizzate da un utilizzo stupefacente del dettaglio, usato per ritrarre le scene di guerra quanto le cerimonie, i volti o gli scorci naturalistici. I racconti di Hirata, spesso caratterizzati da una profonda nota di malinconia e disillusione, sono visivamente accompagnati da un ulteriore elemento che li rende unici nell’intero panorama fumettistico. Le onomatopee e parte dei dialoghi sono introdotti nella tavola attraverso l’utilizzo dell’arte calligrafica giapponese. Nel 1985, Hirata ha impiegato questo metodo nella composizione del logo del fumetto Akira di Katsuhiro Ōtomo: Otomo, in segno di riconoscenza verso uno degli autori che più ammira, ha poi ideato la parte grafica della raccolta in otto volumi di opere scelte di Hirata pubblicata da Nihon Bungeisha nel 1987. Inoltre, Hirata ha spesso creato fumetti utilizzando la grafica digitale con le macchine Mackintosh. Hirata è uno dei pochi artisti di fumetto le cui opere sono state tradotte in lingua hindi.

## Opere
- Aizô-hissatsuken (愛憎必殺剣) (1958)
- Chidaruma Kenpō / Onorera ni Tsugu (血だるま剣法／おのれらに告ぐ) (1962/1968-2014)
- Zatoichi (座頭市) (1966-1969)
- Chishio-Gawa (血潮川) (1967)
- Bushidō Muzanden (武士道 無残伝) (1968)
- Hitokiri (人斬り) (1969)
- Kyudô Shikon (弓道士魂) (1969)
- Kyudô Shikon: Kyoto Sanjuusangen-dou Tooshiya Monogatari (弓道士魂 ～京都三十三間堂通し矢物語) (1969-1970)
- Soregashi Kojiki ni Arazu (それがし乞食にあらず) (1970/1971-2005)
- Hangyaku no Kamon (叛逆の家紋) (1971/1975-2005)
- Kubidai Hikiukenin (首代引受人) (1973)
- Satsuma Gishiden (薩摩義士伝) (1977-1982)
- Nihon Seizetsushi (日本凄絶史) (1980)
- Kuroda Sanjûroku Kei (黒田三十六計) (1983)
- Otôsan Monogatari (お父さん物語) (1990)
- Ishoku Retsuden  Mumei no Hitobito (異色列伝 無名の人々) (1991-1993)
- Ishoku Retsuden  Kairiki no Haha (異色列伝 怪力の母) (1993-1996)
- Shin Kubidai Hikiukenin (新 首代引受人) (1997)
- Retsuganki (烈願記) (2005)
- Sanjusangendo Gaiden (三十三間堂外伝) (2006)
- Dai Jigoku-jou Chidaruma Rikishi (大地獄城・血だるま力士) (2007)
- Bushidō Muzanden (武士道無惨伝) (2009)
- Hirata Hiroshi no Chōzetsu Shikon Densetsu (平田弘史の超絶士魂伝説) (2017)